# Station Titanic Quarter
Station Titanic Quarter  is een spoorwegstation in  de wijk Ballymaccarret in het oosten van de Noord-Ierse hoofdstad Belfast. Het station werd geopend in 1977 als Bridge End en ligt aan de lijn Belfast - Bangor.